# Hypothecium
Het hypothecium is een structuur die voorkomt bij korstmossen en bevindt zich direct onder het hymenium. Het is een schijf- of bekerachtige ondersteuning waarop de sporenzakjes (asci) worden vastgehouden. Het dient als een soort platform waarop de sporen worden geproduceerd en vrijgegeven voor verspreiding. De hypothecium bestaat meestal uit weefsel dat rijk is aan kalk of andere mineralen en kan verschillende vormen aannemen, afhankelijk van de soort korstmos. Het is een belangrijk kenmerk voor het identificeren en classificeren van korstmossen.